# Agentki
Agentki – polski serial telewizyjny, emitowany przez telewizję Polsat od 1 października do 3 grudnia 2008.
Reżyserem serialu był Piotr Wereśniak, a główną rolę grała Anna Guzik. Wcieliła się ona w postać emerytowanej policjantki, która, mając 34 lata, postanawia odejść na emeryturę po akcji, w której została postrzelona. Joanna Muzyka rozpoczyna nowe życie w kawiarni podarowanej jej przez ojca. Jednak ta praca nie jest szczytem jej marzeń, więc oferuje ludziom usługi detektywistyczne.
Średnia oglądalność serialu to ok. 2 miliony widzów.

## Obsada aktorska
| Aktor                 | Postać w serialu                        |
| --------------------- | --------------------------------------- |
| Anna Guzik            | Joanna Muzyka                           |
| Joanna Jeżewska       | Ewa Kwiatkowska                         |
| Agnieszka Sienkiewicz | Magdalena Jaroszek                      |
| Marcin Rogacewicz     | Tomasz Muszyński/Irina Dowbor           |
| Krzysztof Dracz       | Artur Muzyka, ojciec Joanny             |
| Michał Lesień         | Mariusz Mroziński                       |
| Krzysztof Respondek   | Klemens Grójecki                        |
| Damian Duchnowski     | Kamil, syn Joanny                       |
| Joachim Lamża         | Marian Jaroszek, ojciec Magdy           |
| Bartłomiej Topa       | detektyw Alfred Knapik                  |
| Antoni Królikowski    | Ryszard Pelikan, współpracownik Knapika |
| Maciej Makowski       | Andrzej                                 |

## Główna obsada
| Joanna Muzyka                | Anna Guzik            | Komisarz/Właściciel Restauracji/Agentka | Główna       |
| Ewa Kwiatkowska              | Joanna Jeżewska       | Kucharka/Agentka                        | Główna       |
| Magda Jaroszek               | Agnieszka Sienkiewicz | Kelnerka/Agentka                        | Główna       |
| Tomek Muszyński/Irina Dowbor | Marcin Rogacewicz     | Kelnerka/Agentka                        | Główna       |
| Ojciec Joanny                | Krzysztof Dracz       | ojciec Joanny                           | Główna       |
| Mariusz Mroziński            | Michał Lesień         | komisarz                                | Główna       |
| Klemens Grójecki             | Krzysztof Respondek   | Kelner                                  | Drugoplanowa |
| Kamil Muzyka                 | Damian Duchnowski     | Syn Joanny                              | Drugoplanowa |

## Gwiazdy odcinka
| Numer | Data emisji | Tytuł                                   | Gwiazda odcinka |
| ----- | ----------- | --------------------------------------- | --- |
| 1     | 01.10.2008  | Emerytura, czyli seks bomba             | Agnieszka Sienkiewicz, Michał Meyer, Piotr Miazga, Wojciech Duryasz                                                |
| 2     | 08.10.2008  | Zdrada, czyli kwiaty                    | Marcin Rogacewicz, Joanna Kurowska, Jacek Borkowski, Rafał Fudalej, Barbara Baryżewska                             |
| 3     | 15.10.2008  | Badania okresowe, czyli ostatnia szansa | Joanna Jeżewska, Sławomir Orzechowski, Elżbieta Jarosik                                                            |
| 4     | 22.10.2008  | Pogromcy duchów, czyli Kazamaty         | Milena Suszyńska, Marek Cichucki, Piotr Zelt, Grzegorz Małecki                                                     |
| 5     | 29.10.2008  | Nudziarz, czyli wielkie pieniądze       | Marek Kalita, Maria Góralczyk, Beata Schimscheiner, Hanna Stankówna, Bogusław Kaczmarczyk                          |
| 6     | 05.11.2008  | Super fura, czyli poważny problem       | Elisabeth Duda, Michał Milowicz, Zofia Merle, Artur Łodyga, Antoni Ostrouch, Rafał Cieszyński, Katarzyna Paskuda   |
| 7     | 12.11.2008  | Cud, czyli samopomoc mundurowa          | Witold Pyrkosz, Przemysław Cypryański, Andrzej Niemirski, Eugeniusz Karczewski, Dorota Gorjainow                   |
| 8     | 19.11.2008  | Prymus, czyli klin klinem               | Piotr Skarga, Marek Siudym, Paweł Tomaszewski, Paulina Chapko, Marcin Rój, Lidia Niewęgłowska                      |
| 9     | 26.11.2008  | Sknerus, czyli dziwni lokatorzy         | Joanna Jabłczyńska, Grzegorz Gołaszewski, Barbara Wrzesińska, Izabella Olejnik, Wiktor Zborowski, Czesław Majewski |
| 10    | 03.12.2008  | Paparazii, czyli naga prawda            | Katarzyna Cichopek, Marcin Hycnar, Krzysztof Wieszczek                                                             |

## Oglądalność[2]
| Nr         | Tytuł                                   | Oglądalność |
| ---------- | --------------------------------------- | ----------- |
| 1          | Emerytura, czyli seks bomba             | 3 010 404   |
| 2          | Zdrada, czyli kwiaty                    | 2 041 271   |
| 3          | Badania okresowe, czyli ostatnia szansa | 1 943 369   |
| 4          | Pogromcy duchów, czyli Kazamaty         | 2 147 964   |
| 5          | Nudziarz, czyli wielkie pieniądze       | 1 863 938   |
| 6          | Super fura, czyli poważny problem       | 2 233 653   |
| 7          | Cud, czyli samopomoc mundurowa          | 2 396 918   |
| 8          | Prymus, czyli klin klinem               | 2 239 053   |
| 9          | Sknerus, czyli dziwni lokatorzy         | 2 377 613   |
| 10         | Paparazzi, czyli naga prawda            | 1 857 183   |
| Cały sezon | Średnia oglądalność                     | 2 211 284   |

## Spis odcinków
| 1 | Emerytura, czyli seks bomba             | Piotr Wereśniak | Piotr Wereśniak     | 1 października 2008  |
| Nadkomisarz Joanna Muzyka zostaje postrzelona w czasie akcji policyjnej. Po tym wypadku decyduje się na odejście ze służby. W prezencie z okazji wejścia na nową drogę życia Joanna dostaje od ojca kawiarnię. Jego wspólnik biznesowy, Klemens Grójecki, oferuje pomoc w uruchomieniu przedsięwzięcia. Joanna chce odtąd wieść spokojne życie wśród talerzyków i ciast, jednak życie bywa nieprzewidywalne. Do lokalu wbiega zdenerwowany taksówkarz, który błaga byłą policjantkę o pomoc. Mówi, że jego córka zbudowała bombę i chce się zabić. |                                         |                 |                     |                      |
| 2 | Zdrada, czyli kwiaty                    | Piotr Wereśniak | Piotr Wereśniak     | 8 października 2008  |
| Joanna zatrudnia Magdę w roli kelnerki. Dziewczyna radzi sobie coraz lepiej. Tymczasem do kawiarni zagląda zapłakana pani Weber. Błaga, by Joanna śledziła jej męża, który ponoć romansuje z piękną służącą o imieniu Irina. Pani detektyw szybko odkrywa jednak, że Irina nie jest tym, za kogo się podaje – i to nie tylko ze względu na imię i nazwisko. |                                         |                 |                     |                      |
| 3 | Badania okresowe, czyli ostatnia szansa | Piotr Wereśniak | Jacek Wereśniak     | 15 października 2008 |
| Irina zyskuje u Joanny posadę jako druga kelnerka. W międzyczasie w kawiarni zjawia się Ewa. Prosi ona Joannę o pomoc – chce dać nauczkę lekarzowi, który wyłudza od pacjentów wysokie łapówki. Pani detektyw podejmuje się rozwiązania sprawy, a przy okazji chce wykorzystać rzadki talent Ewy, aby dać ostrą – i to dosłownie – nauczkę Klemensowi. |                                         |                 |                     |                      |
| 4 | Pogromcy duchów, czyli Kazamaty         | Piotr Wereśniak | Piotr Wereśniak     | 22 października 2008 |
| Ostatnia wolna posada w kawiarni – stanowisko kucharza – zostaje zajęta przez Ewę. Do kawiarni zagląda tymczasem kelnerka z popularnego ostatnio nocnego klubu o nazwie Kazamaty. Dziewczyna wyznaje agentkom, że w pracy... straszy ją zjawa. Aby zbadać sprawę, Joanna idzie do klubu wraz z Klemensem, przez co Mariusz staje się zazdrosny. |                                         |                 |                     |                      |
| 5 | Nudziarz, czyli wielkie pieniądze       | Piotr Wereśniak | Julia Kubica        | 29 października 2008 |
| Kolejna sprawa agentek dotyczy człowieka prowadzącego ponoć podwójne życie. U Joanny zjawia się teściowa owego człowieka, która prosi panią detektyw o śledzenia swego zięcia – ma podejrzenia, że zdradza on swoją żonę. Jaki będzie finał tej sprawy i co kryje się za podwójnym życiem owego teścia, tego nie domyślałby się nikt. Do rozwiązania tej sprawy Joanna musi wykorzystać wszystkie swoich zdolności detektywistyczne. |                                         |                 |                     |                      |
| 6 | Super fura, czyli poważny problem       | Piotr Wereśniak | Jacek Wereśniak     | 5 listopada 2008     |
| Joanna zostaje poproszona o zbadanie sprawy porsche, na którym ktoś napisał wulgaryzmy. Udział w sprawie mają także... zielone wędliny. W kawiarni zjawia się tymczasem niejaka Celine Voyage, francuska dziewczyna Mariusza, bardzo o niego zazdrosna. |                                         |                 |                     |                      |
| 7 | Cud, czyli samopomoc mundurowa          | Piotr Wereśniak | Krzysztof Żmudzin   | 12 listopada 2008    |
| Tym razem głównym bohaterem sprawy jest emerytowany kolejarz, a głównym przedmiotem obraz wart kilka milionów dolarów. W ręce agentek trafia też sto tysięcy złotych, za które nie można kupić nawet paczki chusteczek. Staruszek, który prosi Joannę o odnalezienie obrazu, oskarża swojego lokatora, młodego angielskiego studenta, o podmienienie obrazu na inny. |                                         |                 |                     |                      |
| 8 | Prymus, czyli klin klinem               | Piotr Wereśniak | Krzysztof Żmudzin   | 19 listopada 2008    |
| Kolejnym klientem Joanny jest były sierżant wojskowy Jakub Cudny, właściciel sklepu „Cud Miód”. Twierdzi on, że wulgarne napisy na ścianie jego lokalu umieszcza Roman Lisek, kierownik konkurencyjnego obiektu handlowego „Cudny Miodek”. Graficiarzem okazuje się Krystian Lebioda, nieszczęśliwie zakochany we Wioli – córce Cudnego. Agentki doprowadzają do pogodzenia się Wioli i Krystiana. Lisek oświadcza się Matyldzie – siostrze Cudnego. Klemens nocuje w mieszkaniu Joanny.                                                           |                                         |                 |                     |                      |
| 9 | Sknerus, czyli dziwni lokatorzy         | Piotr Wereśniak | Karolina Frankowska | 26 listopada 2008    |
| Przedmiotem kolejnej sprawy Joanny staje się mieszkanie wynajmowane przez dwóch podejrzanych studentów. Bogaty biznesmen, mający przydomek Sknerus, znany z tego, że liczy dosłownie każdy grosz, zwróci się do Joanny z prośbą o pomoc – podejrzewa, że rozprowadzają oni narkotyki. |                                         |                 |                     |                      |
| 10 | Paparazzi, czyli naga prawda            | Piotr Wereśniak | Jacek Wereśniak     | 3 grudnia 2008       |
| W kawiarni Joanny zjawia się aktorka Anna Migdalska, która jest nieustannie śledzona przez ciekawskich fotoreporterów. Gwiazda ma wrażenie, że paparazzi chcą ją przyłapać w kompromitujących dla niej sytuacjach. Joanna odkrywa, że tajemniczym paparazzim jest Knapik, który dostał na młodą gwiazdę „zlecenie”. W trakcie trwania śledztwa Irina przeistoczy się w Tomka, który stanie się „kochankiem” filmowej gwiazdy, Joanna dostanie pierścionek zaręczynowy, a Kamil szlaban za spotykanie się po szkole z nieznajomym mężczyzną.        |                                         |                 |                     |                      |